# 齐亚·格卡尔普
齐亚·格卡尔普（土耳其語：Ziya Gökalp；1876年3月23日—1924年10月25日）是一名土耳其社会学家，作家，诗人和政治活动家。1908年，在使奥斯曼帝国迈入第二次宪政时代的青年土耳其人革命后，他采用了“格卡尔普”（gök alp，意为天空英雄）这一笔名，并持续使用了一生。作为一个社会学家，齐亚·格卡尔普是反对伊斯兰主义、泛伊斯兰主义和奥斯曼主义的思想、文化和社会学的标识符。在一份1936年的出版物中，尼亚齐·贝尔凯斯将格卡尔普形容为“土耳其社会学的真正缔造者，因为他不是一个单纯的翻译者或外国社会学的解释者。”
格卡尔普的作为深刻影响了凯末尔改革的成型；他的影响力在凯末尔主义的发展以及后凯末尔时代的土耳其共和国中发挥了重要作用。受到当代欧洲思潮特别是爱米尔·涂尔干社会学观点的影响，格卡尔普屏弃了奥斯曼主义和伊斯兰主义，并以土耳其民族主义替代之。他主张通过向奥斯曼全体国民推广土耳其语言和文化使帝国重新突厥化。他那普及泛突厥主义和图兰主义的思想被形容是“民族主义和现代化的狂热崇拜”。他的民族主义志向并不认同奥斯曼土耳其周边的阿拉伯邻国，而是认同东北方向广大突厥语系各民族的突厥身份。

## 早年
1876年3月23日出生于奥斯曼帝国迪亚巴克尔州的切尔米克。他具有库尔德人或扎扎人的血统。迪亚巴克尔州是一个“文化边疆”，在16世纪前被阿拉伯人和波斯人所统治，在当地土耳其人、库尔德人和亚美尼亚人一直带有“冲突的民族传统”。这种文化环境往往被认为是激发他的民族认同感的因素；晚年之际，每当政治批评者提及他的库尔德出身时，他便回应称他确信来自父系的土耳其血统，这是微不足道的：“我通过我的社会学研究了解到，民族完全基于教养。” 一些历史学家仍然将他描述为具有库尔德人的血统。
从迪亚巴克尔的中学毕业后，1896年，他定居于伊斯坦布尔。在那里，他入读了兽医学校。兽医并不是他所向往的职业，只是因为兽医学校学费全免还包吃住。学习期间，他将大量时间花在阅读一些有革命思想、现代思想的书籍上。后来他放弃了兽医学并参加革命活动，为此曾服刑10个月。由于在监狱里唯一可看的书籍只有《古兰经》，他便系统地学习和研究了这部经典。在监狱他还遇到过一个算作他精神导师的人。出狱后，他同自己的堂妹结了婚。在此期间，他发展了同很多地下革命人员的关系，成为了地下革命集团——团结与进步委员会的一员。当时，君士坦丁堡充斥着形形色色的革命力量，因为阿卜杜勒-哈米德二世政权的不得人心唤醒了许多人的革命情绪。

## 改革生涯

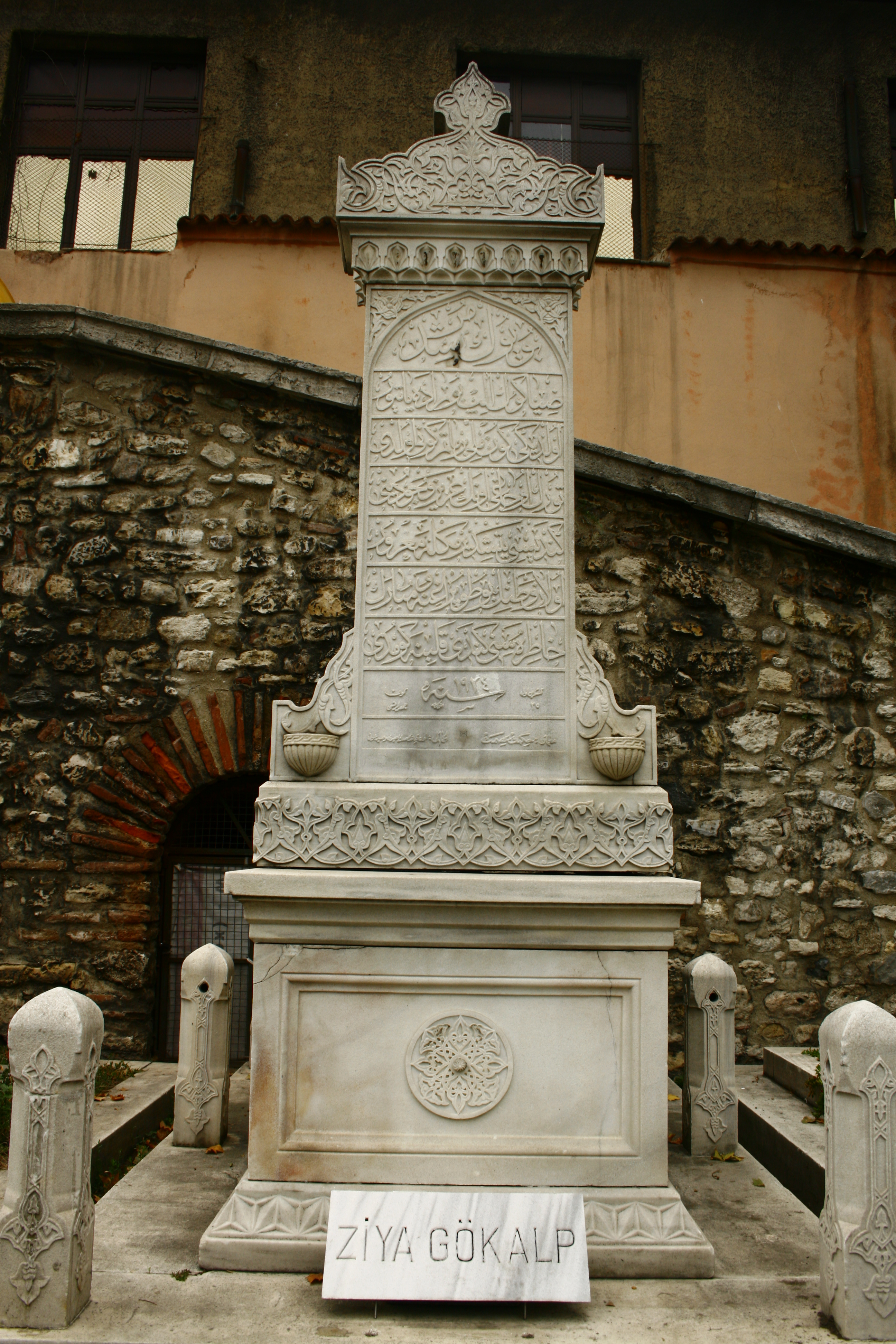
伊斯坦布尔的格卡尔普之墓

第一次世界大战结束后，他因介入团结与进步委员会而被逮捕，而后被流放到马耳他。
在流放期间，他起草了后来于1923年出版的《突厥主义原理》一书。他在1921年春返回土耳其，回到他的家乡落户并在当地的一所中学和神学院教授社会学和心理学。他开始出版一份小型的每周时事通讯Küçük mecmua，逐渐扩大了影响并为伊斯坦布尔和安卡拉的各大报纸出力。在1922年底，格卡尔普应邀主管教育部的出版与翻译部门。他被选为土耳其大国民议会的议员，参与了改革学校体系、课程和课本的教育委员会。此外，他还参与了1924年宪法的起草工作。于1924年10月25日逝世。

### 著作与思想
穆罕默德·齐亚将名字改为格卡尔普，最初只作为笔名。格卡尔普的工作是在奥斯曼帝国衰落的背景下，在土耳其民族认同的发展中出力。
他认为，一个民族必须有一个赖以生存的“共同意识”，即“当一个个体成为文化的真正代表时，这个个体才有了真正的人格”。他认为，一个现代国家必须在文化、宗教和民族认同方面变得同质化。民族认同的概念具有利于统一的价值被他的土耳其民族主义思想所扩张。在一篇1911年的文章里，他提到“土耳其人就是德国哲学家尼采所设想的“超人”。
他主要的社会学工作是放在区分“欧洲主义”（对西方社会的模仿）和“现代性”（主动采取措施）上；他感兴趣的是日本，将它视为在没有放弃固有文化特性的基础上还进行了现代化的国家模型。他认为，使“文化”（非功利主义、利他主义、公德心）服从于“文明”（功利主义，利己主义，个人主义）就注定了一个国家的衰落：“文明破坏社会团结和道德”。
通过阅读和翻译爱米尔·涂尔干的著作，格卡尔普断定西方的自由主义，作为一种社会制度，还不如社会连带主义，因为自由主义鼓励个人主义，反过来又削弱了国家的完整。涂尔干认为宗教是在社会上统一人口的手段，甚至“宗教自身作为社会的崇拜”。 格卡尔普很容易地接受了涂尔干的“群体的生命比个体的生命更重要”观念。
他对“民族”的观点以及这些观点对现代土耳其国家发展的影响成为了后世争议的话题。许多历史学家和社会学家都认为，他的民族主义思想促成了亚美尼亚大屠杀。

### 遗产
格卡尔普被冠以“土耳其民族主义之父”，甚至是“突厥主义大师”的头衔。在他死后，他的思想在新成立的土耳其共和国的政治格局举足轻重， 他的影响以不同的方式产生了共鸣。例如，他的《突厥主义原理》曾声称，奥斯曼古典音乐起源于拜占庭；这导致了20世纪30年代奥斯曼古典乐在收音机中被禁，因为只有土耳其民间音乐才能“代表民族的智慧”。
由于推广泛突厥主义和图兰主义，格卡尔普有时被看作种族主义者和扩张主义者，有时又被看作反种族主义者和反扩张主义者。对他的遗产的相反解读不容易被分成支持者和反对者，土耳其的民族主义分子（如民族主义运动党）擅用了他的著作来辩称他支持图兰主义的真正实现而不只是一个意识形态上的泛突厥血统关系；而一些关于格卡尔普的读物则声称，他的泛突厥主义和图兰主义只是语言学和文化上的模型和理想，以便后奥斯曼时代的民族身份能够被接受，并不是一个为土耳其共和国实体扩张而发出的好战呼吁。 京特·莱维写道“几乎所有的格卡尔普思想诠释者都强调他所谓的图兰或图兰主义并不涉及任何扩张计划”。

## 延伸阅读
- Turkay Salim Nefes 'Ziya Gökalp’s adaptation of Emile Durkheim’s sociology in his formulation of the modern Turkish nation' International Sociology May 2013 vol. 28 no. 3 335-350.
- Taha Parla: The social and political thought of Ziya Gökalp : 1876 – 1924. Leiden 1985
- Mihran Dabag: Jungtürkische Visionen und der Völkermord an den Armeniern, in: Dabag / Platt: Genozid und Moderne (Band 1), Opladen 1998. ISBN 3-8100-1822-8
- Katy Schröder: Die Türkei im Schatten des Nationalismus. Hamburg, 2003, ISBN 3-8311-4266-1, S. 50–54
- Alexander Safarian: Ziya Gökalp on National Education, "Iran and the Caucasus", vol.8.2, Brill, Leiden - Boston, 2004, pp. 219-229.